# Liceo Joaquín Suárez
El Liceo Joaquín Suárez es un instituto de educación secundaria ubicado en Montevideo, numerado 7 dentro del dominio público. Fue el primer liceo de Enseñanza Secundaria Pública del barrio Pocitos. Lleva el nombre de Joaquín Suárez en homenaje a quien fuera prócer de la independencia y presidente de Uruguay. Se encuentra ubicado en la calle Pedro Berro 773.
Es el liceo que ha registrado el menor índice de repetición del país entre 2012 y 2013, y mantiene uno de los índices más bajos desde 2004. En diciembre de 2014 se realizó una fiesta por los 70 años del liceo, que contó con la presencia del Ministro de Educación y Cultura en el cargo, Ricardo Ehrlich, así como espectáculos musicales.

## Historia
Fue inaugurado en abril de 1944, en un local de la calle Magallanes 1577, donde también se encontraba la Scuola Italiana de Montevideo (en 2014, sede de la Facultad de Humanidades y Ciencias de la Educación).
En su primer año la matrícula alcanzó 459 alumnos, repartidos en 12 grupos. En 1948 alcanzó los 822 alumnos y 24 grupos. Debido a la duplicación de la matrícula fue necesario buscar más espacio, por lo que primero se acondicionó el gimnasio de la Scuola para que en él funcionaran aulas, y más tarde se buscó un nuevo local, en el barrio Pocitos. Esto generó controversias dado que en la zona existían numerosos institutos de enseñanza privada y no se consideraba necesario un liceo de Secundaria. Aun así, al inicio de ese año escolar el liceo se trasladó a una sede independiente, situado en Bulevar España 2772. Por ese entonces su director era Juan Carlos Sabat Pebet. Para el acondicionamiento se convirtieron en aulas las doce habitaciones, los altillos, la cocina y el garaje de la antigua casona, y organizaron una biblioteca en el solárium. En el liceo funcionaron cuatro periódicos estudiantiles así como clubes juveniles para complementar la educación formal con actividades académicas extracurriculares, como teatro, actividades científicas o conferencias.
En 1970, con la colaboración de los alumnos y las donaciones de los vecinos, el liceo adquiere el local definitivo de Jaime Zudáñez 2730. El director entonces era Luis Valls.
Entre los docentes que impartieron cursos aquí cabe destacar a José Claudio Williman, Gastón Blanco Pongibove, Carlos Real de Azúa, Arturo Lussich, Antonio Mena Segarra, Daniel Vidart, Pablo Fierro Vignoly, Emir Rodríguez Monegal, Carlos Manuel Rama, Lauro Ayestarán y Samuel Blixen, entre otros.
Luego de una postergación por mal clima, el 13 de diciembre de 2014 se realizó una celebración por los 70 años del liceo, que contó con la presencia del ministro de Educación y Cultura de Uruguay del momento, Ricardo Ehrlich y el alcalde del municipio CH, Luis Luján. Se realizó un mural ilustrativo y se recolectaron firmas para presentar una moción de forma que el edificio actual sea nombrado «Monumento Histórico Nacional».
En 2013 contaba con dos turnos en los que se reparten veintiocho grupos de ciclo básico, divididos en diez primeros, nueve segundos y nueve terceros, totalizando 840 alumnos. El personal docente asciende a noventa y cinco profesores, y cuenta con veinte personas en la parte no docente.

## Repetición
El Liceo Joaquín Suárez tuvo, durante 2012 y 2013, los menores índices de repetición de la Enseñanza Pública en Montevideo y uno de los más bajos del Uruguay. En 2012 fue de 21,8 mientras la media del departamento en 2012 fue de 40,8% y el promedio de todo el país era de 32,3%. Estas cifras implican que de cada diez alumnos solo dos repitieron o abandonaron los estudios. En 2013 el porcentaje de aprobación fue de 16,1%, lo que implica incluso una mejoría respecto a año previo. No obstante, estas cifras son inferiores a las que se produjeron en 2004, cuando el índice de repetición del instituto era de 11,1%. El porcentaje de aprobados/reprobados entre 2004 y 2013 puede verse en el siguiente gráfico:
| Niveles de reprobación del liceo 7 entre 2004 y 2013 |
|                                                      |

| Niveles de aprobación del liceo 7 entre 2004 y 2013 |
|                                                     |